# Xenosternus kasaicola
Xenosternus kasaicola är en skalbaggsart som beskrevs av Desbordes 1924. Xenosternus kasaicola ingår i släktet Xenosternus och familjen stumpbaggar. Inga underarter finns listade i Catalogue of Life.